# Turčok
Turčok – wieś (obec) na Słowacji położona w kraju bańskobystrzyckim, w powiecie Revúca. Pierwsze wzmianki o miejscowości pochodzą z roku 1427.
Według danych z dnia 31 grudnia 2012, wieś zamieszkiwało 270 osób, w tym 128 kobiet i 142 mężczyzn.
W 2001 roku rozkład populacji względem narodowości i przynależności etnicznej wyglądał następująco:
- Słowacy – 95,49%
- Czesi – 0,41%
- Węgrzy – 0,41%

Ze względu na wyznawaną religię struktura mieszkańców kształtowała się w 2001 roku następująco:
- Katolicy rzymscy – 8,61%
- Grekokatolicy – 0,41%
- Ewangelicy – 30,74%
- Ateiści – 54,51%
- Nie podano – 5,33%